# Spurn Point Military Railway
| Spurn Point Military Railway                | Spurn Point Military Railway |
| ------------------------------------------- | ---------------------------- |
| Gleisreste der Spurn Point Military Railway |                              |
| Streckenlänge:                              | 6 km                         |
| Spurweite:                                  | 1435 mm (Normalspur)         |
|                                             |                              |

Die Spurn Point Military Railway war eine 6 km lange normalspurige, vor allem militärisch genutzte Eisenbahnlinie von Kilnsea nach  Spurn Point im East Riding of Yorkshire am Humber-Ästuar in England.

## Eröffnung und Nutzung
Spurn Point, eine sich ständig verlagernde Landzunge aus Sand und Geröll, wurde 1805 während der Napoleonischen Kriege (1803–1815) militärisch genutzt. Unmittelbar nach Erklärung des Ersten Weltkriegs wurde die Truppenstärke auf Spurn Point nennenswert erhöht. Das britische War Department beschloss den Bau einer Eisenbahnlinie von Kilnsea nach Spurn Point, um den Nachschub zu sichern.
Die Bahnlinie wurde von C. J. Wills & Company mit Schienen und anderen zweitverwendeten Materialien durchgeführt, die vom Bau der Great Central Railway übrig geblieben waren. Sie wurde 1915 eröffnet, nachdem die Schienen die Pier auf Spurn Point erreicht hatten. Dort von Booten entladene Versorgungsgüter konnten über die Eisenbahn in die Verteidigungsstellungen entlang der Strecke gebracht werden, da es in dem Gebiet nur schmale und gewundene Straßen gab.
Die meisten Züge wurden von kleinen Lokomotiven gezogen. Es gab Diesel- und Benzin-Schienenbusse, insbesondere nachdem die einzige festansässige von der Vulcan Foundry hergestellte Lokomotive Kenyon 1929 verschrottet worden war.
Die Bahnstrecke war nicht mit anderen Strecken auf dem Festland verbunden und hatte keine Bahnhöfe. Die ortsansässige Bevölkerung nutzte selbst gebaute Segelloren, um auf der Strecke zu fahren, was zu Entgleisungen und Unfällen mit entgegenkommenden Schienenfahrzeugen führte. Auf der Strecke wurde ein zu einem Schienenfahrzeug umgebauter Italia-Rennwagen eingesetzt, der 100 km/h schnell fahren konnte. Auch Kanonen wurden über die Strecke transportiert, wobei der Zug einmal an der schmalsten Stelle der Landzunge stehenblieb und der Zug fast auf einer Seite vom Humber und auf der anderen Seite von der Nordsee umspült wurde.

## Stilllegung

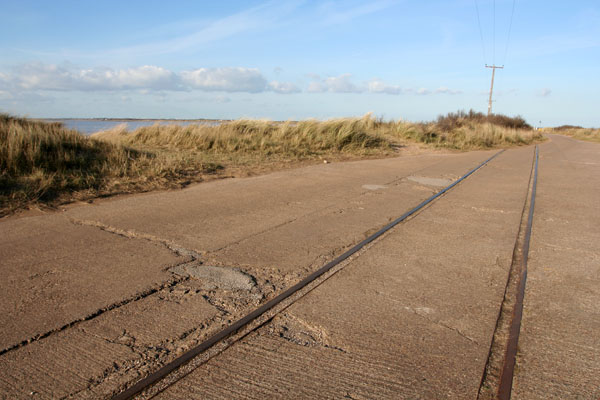
Ehemaliger Bahnübergang

Die Strecke wurde in der Nachkriegszeit des Zweiten Weltkriegs 1951 außer Betrieb genommen und durch eine Straße ersetzt. Spurn Head wurde von 1956 bis 1959 schrittweise demilitarisiert. Von einigen wenigen Gleisresten abgesehen sind heute nur noch wenig Überreste der Bahnstrecke erhalten.

## Weiterführende Literatur
- Kenneth E. Hartley, Howard M. Frost: The Spurn Head Railway. Lunart Productions, Withernsea 1981, ISBN 0-906971-05-5 ( [1976]).
- John Scott-Morgan: British Independent Light Railways. David and Charles, Newton Abbot 1980, ISBN 0-7153-7933-X.